# 5225 Loral
5225 Loral este un asteroid din centura principală de asteroizi.

## Descriere
5225 Loral este un asteroid din centura principală de asteroizi. A fost descoperit pe 12 octombrie 1983 la Stația Anderson Mesa de Edward L. G. Bowell. El prezintă o orbită caracterizată de o semiaxă mare de 3,08 ua, o excentricitate de 0,19 și o înclinație de 2,3° în raport cu ecliptica.